# Carmen Aristegui
María del Carmen Aristegui Flores, coneguda com a Carmen Aristegui (Ciutat de Mèxic, 18 de gener de 1964) és una periodista mexicana que s'ha destacat pel seu treball informatiu en programes de notícies de ràdios i televisions mexicanes, per la seva actitud oberta cap a temes habitualment no abordats pel periodisme i pels debats que ha generat. És graduada en Ciències de la Comunicació de la Facultat de Ciències Polítiques i Socials de la Universitat Nacional Autònoma de Mèxic. Condueix un programa a CNN en Español i és editorialista en la secció d'pinió del diari mexicà Reforma. També compta a Internet amb el portal de notícies Aristegui Noticias.